# Гиллеспи, Диззи

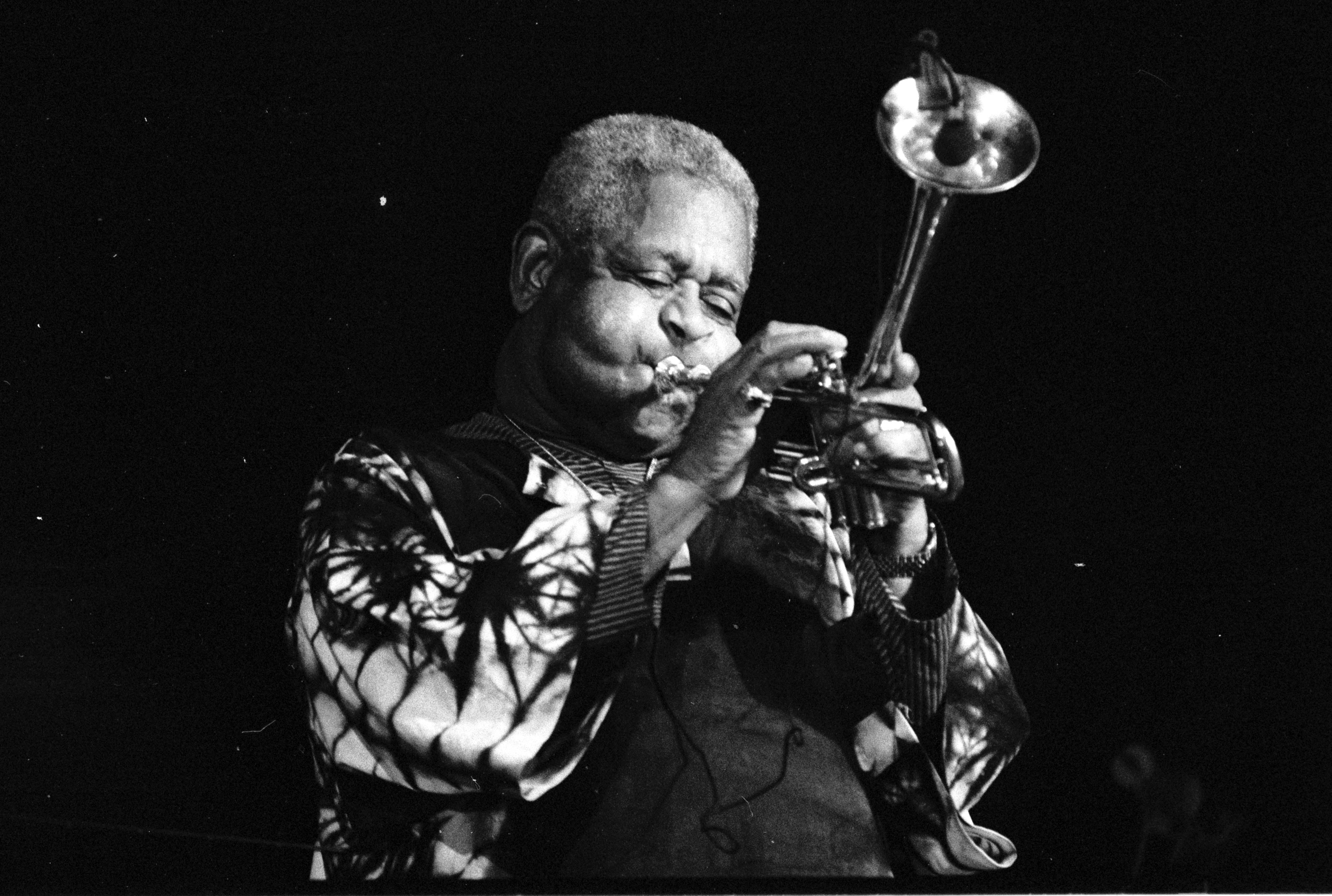
Диззи Гиллеспи в 1991 году

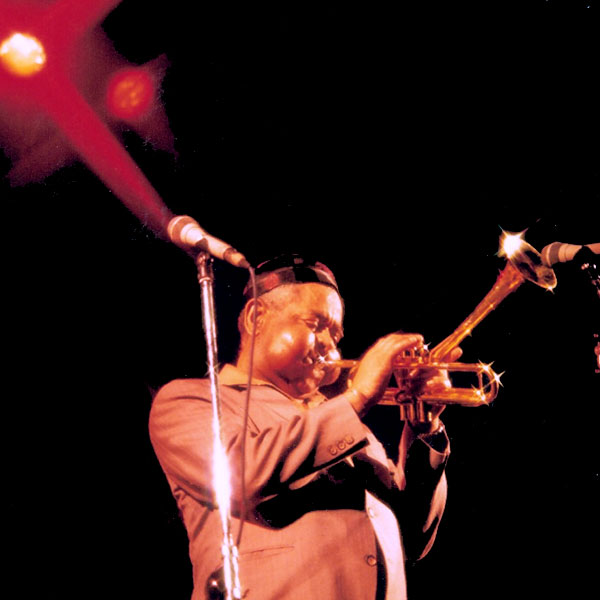
Диззи Гиллеспи в 1988 году

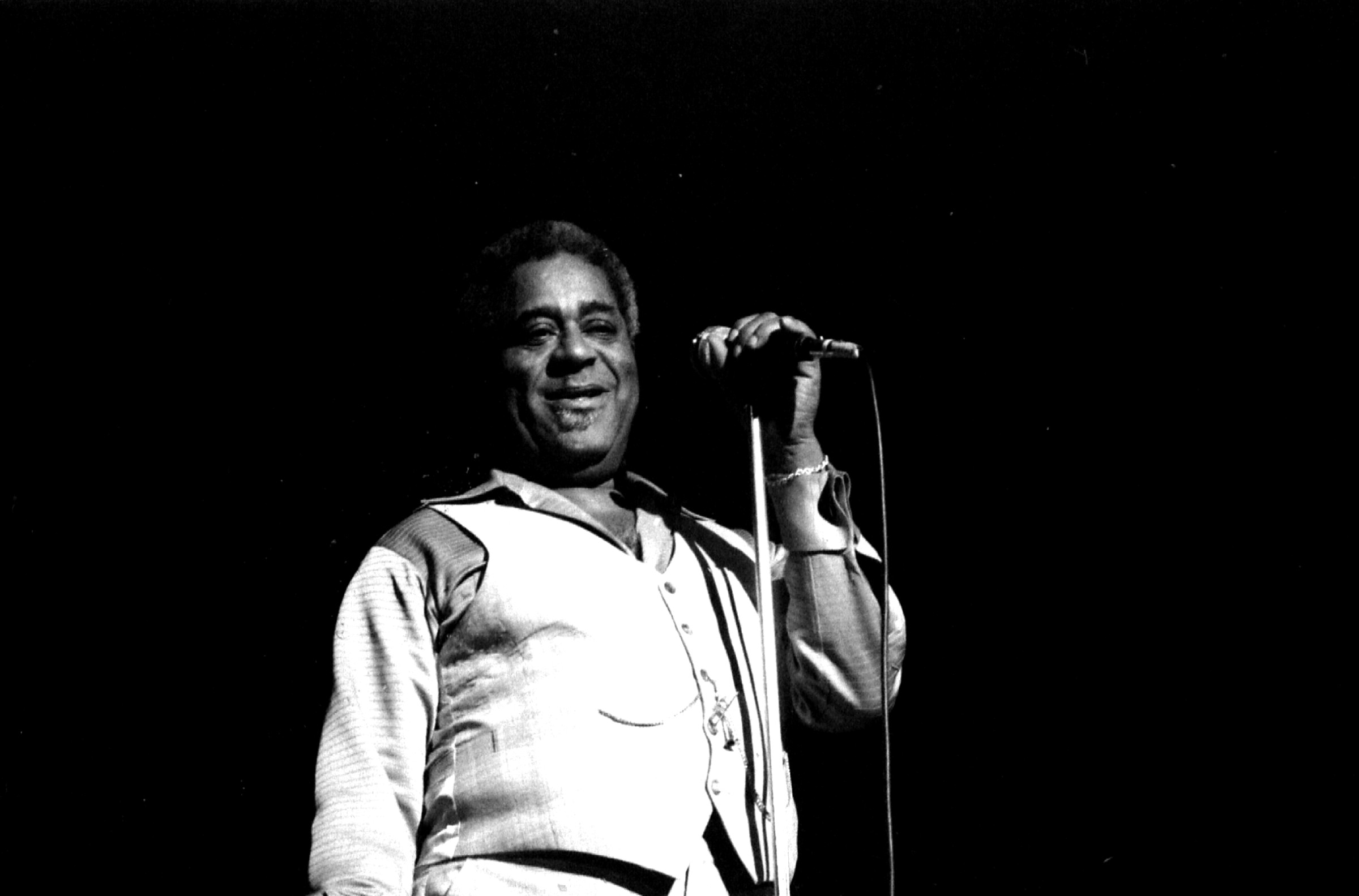
Диззи Гиллеспи в 1978 году

Диззи Гилле́спи (англ. Dizzy Gillespie; настоящее имя Джон Биркс Гиллеспи, англ. John Birks Gillespie, 21 октября 1917, Чироу, Южная Каролина — 6 января 1993, Энглвуд, Нью-Джерси) — джазовый трубач-виртуоз, вокалист, композитор, аранжировщик, руководитель ансамблей и оркестров, родоначальник современного импровизационного джаза (вместе с Чарли Паркером основал стиль бибоп).

## Биография
Джон Гиллеспи был девятым и последним ребёнком миссис Лотти Гиллеспи. Рано познакомился с музыкой благодаря присутствию в доме нескольких музыкальных инструментов его отца-каменщика, который по совместительству был лидером местного бэнда. Обнаружив незаурядные музыкальные способности, уже в раннем детстве освоил различные музыкальные инструменты. Прозвище «Диззи» (головокружительный, ошеломляющий), получил ещё в детстве за склонность к озорным проделкам и эксцентрическим выходкам, шокирующим окружающих. После смерти отца в 1927 году был принят (заслужив право на стипендию) в Лоринбургский институт (Северная Каролина) — негритянский общеобразовательный колледж, где обучался на музыкальном отделении по классам тромбона, теории и гармонии. Затем, самостоятельно овладевает трубой (от игры на которой приходит в восторг), фортепиано и ударными инструментами. С 15 лет полностью переходит к игре на трубе. В годы учёбы выступает в ученическом оркестре колледжа. В 1935 году из-за переезда матери в Филадельфию, Джон временно прерывает свои занятия на несколько месяцев. Диплом об окончании Лоринбургского колледжа получает в 1937 году.
Профессиональную деятельность начинает ещё в филадельфийских клубах. Там он начинает работать в местном бэнде Фрэнка Фейрфакса как 3-й трубач (вместе с Чарли Шэверсом и Карлом «Бама» Уориком), — подражая своему кумиру Рою Элдриджу. В 1937 году переезжает в Нью-Йорк и, успешно пройдя прослушивание, несмотря на оригинальное поведение (явился одетым в пальто, перчатки и при этом виртуозно импровизировал), поступает в гарлемский оркестр Тедди Хилла, работавший в «Savoy Ballroom». В этом оркестре Гиллеспи становится преемником Роя Элдриджа, который, незадолго до этого, переходит в оркестр Флетчера Хендерсона. Шутовским поведением (накануне предстоящих летних европейских гастролей) быстро восстанавливает против себя оркестрантов и они требуют его увольнения. Хиллу удается уладить конфликт и Гиллеспи с успехом гастролирует с оркестром в Англии и Франции, по-прежнему являясь третьим трубачом бэнда. За довольно короткий срок он начинает играть некоторые партии первой трубы, и уже больше учит других музыкантов, чем учится сам. Сотрудничество с Тедди Хиллом продолжалось вплоть до роспуска оркестра в 1939 году.
По возвращении в США участвует в культурной программе Всемирной выставки в Нью-Йорке (1939), в течение двух месяцев сотрудничая с пианистом Эдгаром Хейсом.
С конца 1939 года по сентябрь 1941 играет в оркестре певца Кэба Кэллоуэя. В этот период (9 мая 1940 года) — незадолго до гастролей в Канаде — женится на танцовщице Лоррейн Уиллис, которая выступала тогда в гарлемском театре «Apollo». Отношения в новом оркестре также не заладились. Музыканты оркестра не желали мириться с его насмешками над их профессионализмом и не понимали его экспериментов (сам Кэллоуэй называл его игру «китайской музыкой»). Во время одного из концертов дело дошло до драки за сценой с руководителем бэнда (Диззи нанес несколько ранений Кэллоуэю), после чего был со скандалом уволен из оркестра.
В это время Гиллеспи уже завоевывает известность благодаря своей «головокружительной» пассажной технике (прозвище «Диззи» приобретает новый смысл) и непривычному для поклонников свинга музицированию — нервозно-импульсивному, взрывчатому, с поворотами и изломами мелодии, неожиданными акцентами и паузами, усложненной гармонической структурой.
В дальнейшем выступает с оркестрами Джона Мерсера, Дюка Эллингтона и Эллы Фицджеральд, зимой 1941/1942 играет у Бенни Картера, затем у Чарли Барнета, Леса Хайта, Кэлвина Джексона и Лакки Миллиндера. Занимается аранжировкой, выполняет заказы для оркестров Вуди Германа, Джимми Дорси и других. Параллельно с этим участвует вместе с молодыми энтузиастами зарождающегося боп-движения (Чарли Паркером, Телониусом Монком, Кенни Кларком, Чарли Крисченом, Карлом Уориком) в знаменитых джем-сэйшн в гарлемском клубе «Minton’s Playhouse», открывших собой новый этап в развитии джазовой музыки — эру модерн-джаза.

### Собственный коллектив
Летом 1942 года Диззи Гиллеспи создает в Филадельфии квартет — первый в истории джаза боп-ансамбль, где на барабанах играл белый музыкант Стэн Леви. В конце того же года Гиллеспи входит в состав оркестра Эрла Хайнса, где была необычайно высокая концентрация ещё никому не известных сторонников нарождающегося стиля бибоп (Чарли Паркер, Бенни Харрис, Бенни Грин, Уорделл Грэй, Сара Вон, Билли Экстайн), стремящихся к обновлению традиционного музыкального языка джаза. После распада оркестра Хайнса, Диззи Гиллеспи играет в комбо Коулмена Хокинса и затем около 3 недель в оркестре Дюка Эллингтона. В последующий период Гиллеспи работает со своим составом, где продолжает активно разрабатывать стилистику бибопа. В 1944 году работает в оркестрах Джона Кирби и Билли Экстайна, в 1945 году — выступает с квинтетом Чарли Паркера (с которым познакомился в 1940 году в Канзас-сити), а затем Диззи создает биг-бэнд, с которым гастролирует в южных штатах. В 1946 году Диззи Гиллеспи обновляет состав своего оркестра, добавляет в ритм-группу нескольких перкуссионистов (самым известным стал Чано Позо), подчеркивая таким образом афроамериканские корни джаза (эту музыку принято называть афро-кубинской). В композициях и аранжировках оркестра упор делается не на звучание инструментальных групп, а на игру солистов-импровизаторов, таких, как Милт Джексон, Рэй Браун, Джеймс Муди, Сесил Пэйн, Джей Джей Джонсон, Юзеф Латиф (позже присоединились Джон Колтрейн, Джимми Хит, Пол Гонзалес). В 1946—1948 годах оркестр несколько раз гастролирует в Европе.
29 сентября 1947 года биг-бэнд Диззи Гиллеспи выступил в Карнеги-холл с большой концертной программой, в которой впервые прозвучали «Toccata For Trumpet And Orchestra» Джона Льюиса, «Good Bait» Тэда Дамерона и сюита Джорджа Рассела «Cubana Be, Cubana Bop».

### Концертные выступления
В 1950 году оркестр прекращает своё существование, и Гиллеспи переключается на игру в комбо-составах, выступает с квинтетом, регулярно записывает пластинки (с 1951 года у него своя фирма грамзаписи). Выступает в концертах «Джаз в Филармонии», организованных продюсером Норманом Гранцем (его партнёрами чаще всего становились Дон Байес, Эл Хейг, Лео Райт, Джуниор Манс, Лало Шифрин, Стэн Леви, Лес Спан и другие) и на джазовых фестивалях в Париже, Каннах, Варшаве, Ньюпорте и других. В 1956 году совместно с Куинси Джонсоном (при поддержке Госдепартамента США) организует ещё один биг-бэнд, с которым гастролирует в Югославии, Греции, на Ближнем Востоке и в Южной Америке. Преподает в джазовой школе в Ленноксе.
Диззи Гиллеспи был пионером латин-джаза; именно в его биг-бэнде в 1946—1950 годах играл знаменитый перкуссионист Чано Посо, благодаря которому впервые систематически зазвучало соединение джазовой оркестровки, бибоповой импровизации и афро-кубинских ритмов (пьеса «Manteca» и другие).
В 1960 году в состав квинтета Гиллеспи вошёл аргентинский пианист и композитор Лало Шифрин, с которым Гиллеспи познакомился четырьмя годами ранее.
В 1961 году журнал Down Beat выбирает Гиллеспи в символический «Пантеон славы».
В 1964 году Диззи Гиллеспи выдвигает себя кандидатом в президенты США. Предвыборная программа включала обещание в случае его избрания переименовать Белый дом в «Блюзовый дом», назначить госсекретарем США Дюка Эллингтона, а генеральным прокурором США главу «Организации афроамериканского единства» Малькольма Икс, директором Центрального разведывательного управления — трубача Майлза Дэвиса, а слепого певца Рэя Чарльза — директором Библиотеки Конгресса.
С середине 1960-х годов периодически собирает оркестр «Reunion Big Band». Параллельно постоянно играя в малых группах, выступал на многих фестивалях, три раза представляя джаз в Белом доме.
В 1970 году Диззи Гиллеспи принимает веру Бахаи, цель которой — единство всех людей без различения рас и народов. Диззи продолжает играть особую роль в истории веры Бахаи в Америке, где с момента зарождения общины в начале XX века бахаи активно участвовали в работе по объединению рас и устранению любых форм предрассудков, поэтому в нью-йоркском Центре бахаи до сих пор проводятся еженедельные джазовые концерты в его честь.
В 1970-е годы входил в различные звёздные составы. В конце 1970-х годов стал почётным доктором нескольких американских университетов.
В 1980-е годы Диззи Гиллеспи руководит биг-бэндами «Dream Band», «United Nations Orchestra», в которые входили трубачи Артуро Сандоваль и Клаудио Родити, саксофонист Пакито Д’Ривера, перкуссионист Аирто Морейра, вокалистка Флора Пурим. Сотрудничает с молодыми коллегами, которых по праву считает своими учениками — с Джоном Фэддисом, Артуро Сандовалем или Уинтоном Марсалисом. Самые известные композиции Гиллеспи исполняемые биг-бэндом — Night In Tunisia, Con Alma, Bebop, Salt Peanuts, Dizzy Atmosphere, Groovin’ High, Woody’n You, Blue N’Boogie. В 1989 году Гиллеспи даёт 300 концертов в 27 странах мира и 31 штате США, коронуется как племенной вождь Нигерии, получает 14-ю в своей жизни степень почётного доктора (на этот раз от бостонского музыкального колледжа Беркли). В этом же году удостаивается степени командора Ордена искусств и литературы Французской Республики и премии «Грэмми» за заслуги в течение всей жизни. Звезда Диззи Гиллеспи заложена на голливудской Аллее Славы возле дома 7057 по Голливудскому бульвару в Лос-Анджелесе.
В 1990 году Диззи Гиллеспи единственный раз в карьере выступает в СССР в Москве в Государственном концертном зале «Россия».

### Последние годы и смерть
Диззи Гиллеспи 32 раза выступал в нью-йоркском Карнеги-Холле, самом престижном концертном зале США. Назначено было и его 33-е выступление — в день его 75-летия, однако из-за болезни Диззи выступить не смог. В этот день вместо него выступили его друзья и ученики (многолетний партнер по малым ансамблям и биг-бэндам, саксофонист и флейтист Джеймс Муди, трубач Джон Фэддис, кубинский саксофонист и аранжировщик Пакито Д’Ривера и многие другие музыканты).
Диззи Гиллеспи умер от рака поджелудочной железы ночью 6 января 1993 года и был похоронен на кладбище Флашинг в нью-йоркском районе Куинс. Согласно его воле, было две похоронные церемонии: одна — по обряду Бахаи, другая, открытая для широкой публики, — в принадлежащем епископальной церкви соборе Св. Апостола Иоанна Богослова.

## Творчество

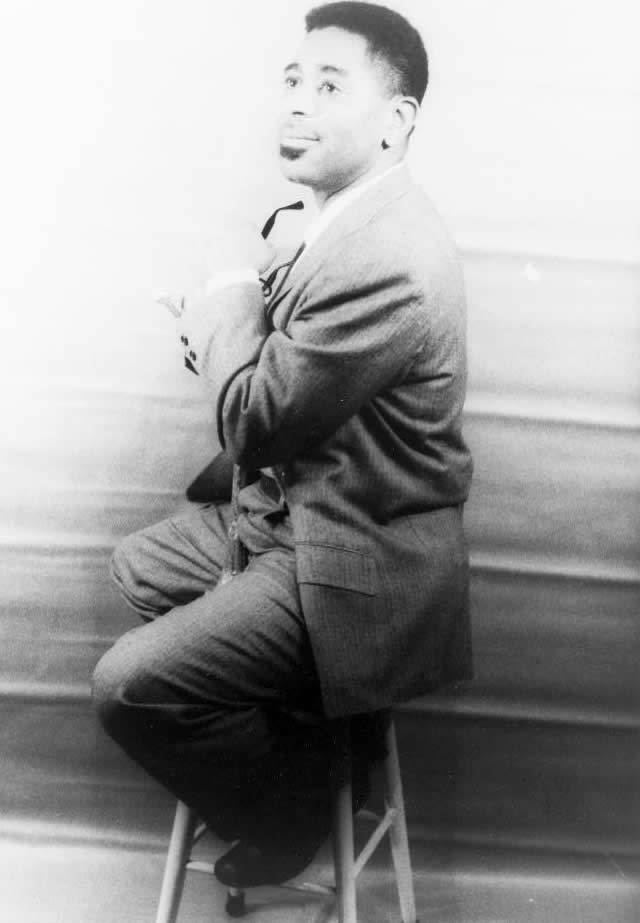
Портрет Диззи Гиллеспи работы Карла Ван Вехтена (1955)

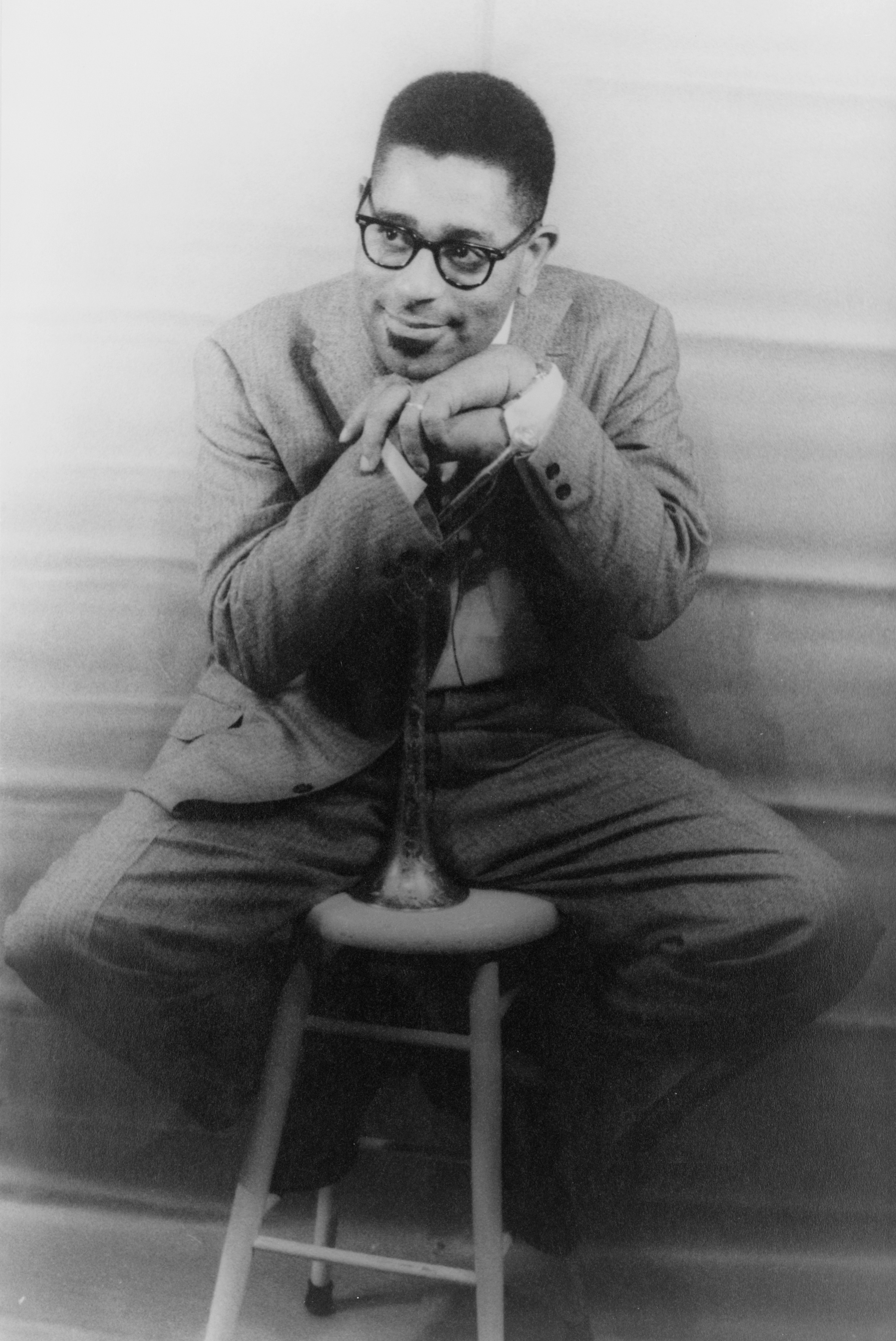
Портрет Диззи Гиллеспи работы Карла Ван Вехтена (1955)

Гиллеспи виртуозно играл на трубе и импровизировал. Вместе с саксофонистом Чарли Паркером в 1940-е стал родоначальником стиля бибоп, записал сотни пьес и альбомов, создал несколько малых составов и биг-бэндов.
Каунт Бэйси сказал о нём:

Гиллеспи создал 75 % современного джаза.

Бенни Картер, оценивая виртуозность исполнителя, говорил:

Изобретатель трубы знал, что есть вещи, которые на этом инструменте реализовать нельзя, но он забыл сказать об этом Диззи.

Берет и очки в роговой оправе Диззи, манера слогового пения (скэт), труба с изогнутым на 45° раструбом и надутые щёки, жизнерадостный характер — все это способствовало популяризации бибопа, не понятого поначалу слушателями джаза и подвергшегося критике многими специалистами джаза и музыкантами.
По поводу изогнутой трубы известный джазовый критик Леонард Фезер писал:

… случай произошел на вечеринке, устроенной в честь дня рождения Лоррейн в январе 1954 года в баре «Snooki» на 44-й улице. Гиллеспи оставил свою трубу на подставке для инструментов, но кто-то из танцоров свалился на неё и при этом погнул трубу, так что её раструб оказался направленным вверх.

Новое звучание, которое изгиб придал инструменту, понравилось Гиллеспи, и с тех пор он играл только на гнутой трубе.
На фотографиях 1930-х годов щёки иГиллеспи меют вполне обычный вид, раздуваться они начали только к концу десятилетия, после переезда Диззи в Филадельфию, затем в Нью-Йорк. Объяснение этому дает Барнхарт (музыкант, профессор по классу трубы и солист оркестра имени Каунта Бэйси):

… в то время, когда Диззи с Чарли Паркером и другими начал устраивать джем-сешны на всю ночь, когда они создавали эту новую музыку — бибоп, он играл часами, много часов подряд, чаще всего соревнуясь с выходящими на сцену музыкантами, пытаясь их «зарезать». Он никак не мог позволить себе поддаться усталости и заставлял себя продолжать, когда другие трубачи уже выходили из строя — то есть когда и его мышцы уже начинали сдавать. Чтобы не уступать саксофонистам, Гиллеспи опирался на свои щёки; в саксофон можно дуть хоть пять часов, усталость при этом не сравнима с усталостью человека, играющего на трубе. Губы трубача во время игры, вибрируя, ударяются о жесткий мундштук, в то время как саксофонист имеет дело с довольно мягкой тростью. Когда мышцы, составляющие амбушюр, устают … щёки неизбежно начинают компенсировать недостаток поддержки на губах, раздуваясь сильнее, чем обычно. Именно это и случилось с Гиллеспи. А не смеялись над ним, над его странным видом, по одной простой причине — никто в мире не потянул бы играть на трубе так и в таких количествах, как играл он в сороковых годах. Музыканты, критики, слушатели — всех их он заставил сосредоточиться на том, что он играл, а не на том, как он при этом выглядел. Мышцы щёк он использовал для того, чтобы дополнить выдох от диафрагмы. Да, щёки раздувались, но он не терял контроля над потоком воздуха.

Кроме того, истинной сенсацией в мире джаза было использование Гиллеспи элементов афро-кубинского музыкального наследия, примером чему в частности служит обработка песни Mas Que Nada. Под влиянием афро-кубинских барабанов бонго и конги Гиллеспи значительно усложнил ритмическую структуру джаза и внедрил в биг-бэнд пульсирующее звучание. Однако, помимо экзотических для того времени афрокубинских нововведений, фурор в мире больших оркестров произвело новое звучание бибопа в исполнении биг-бэнда Гиллеспи. Радикально новый бибоп отразился в композиции «Cubana Be Cubana Bop», написанной Джорджем Расселом, в будущем дирижёром и теоретиком. В дальнейшем Гиллеспи открыл миру целую плеяду композиторов и аранжировщиков, среди которых Гил Фалле, Джон Льюис, Чикко О’Фэррил и Тэд Дамерон. Оркестр Гиллеспи того времени, предвосхитил «гибкость звучания» современных биг-бэндов.

### Избранная дискография
- 1941 — Dizzy Gillespie with Charlie Christian. Esoteric
- 1945 — Complementary Works, Vol. 5. Masters of
- 1945 — In the Beginning. Prestige
- 1945 — Shaw Nuff. Musicraft
- 1946 — Modern Trumpets. Dial
- 1946 — Dizziest. Bluebird
- 1946 — One Bass Hit. Musicraft
- 1946 — Live at the Spotlite. Hi-Fly
- 1946 — Live 1946. Bandstand
- 1947 — At the Downbeat Club (Summer, 1947) [live]
- 1947 — It Happened One Night. Natural
- 1947 — Live at Carnegie Hall. Artistry
- 1947 — Jivin' in Be Bop. Moon
- 1948 — Dizzy Gillespie and Max Roach in Paris [live]. Vogue
- 1948 — Dizzy Gillespie and His Big Band GNP. Crescendo
- 1948 — Good Bait. Spotlite
- 1950 — Dizzy Gillespie Plays, Johnny Richards… Discovery
- 1951 — Dee Gee Days: Savoy Sessions. Savoy
- 1951 — Dizzy Gillespie [Dee Gee]. Dee Gee
- 1951 — The Champ. Savoy
- 1951 — School Days. Savoy Jazz
- 1952 — Dizzy Gillespie, Vol. 2. Atlantic
- 1952 — Dizzy Gillespie, Vol. 1. Atlantic
- 1952 — Horn of Plenty. Blue Note
- 1952 — Dizzy Gillespie in Concert [live]. Daybreak
- 1952 — Dizzy Gillespie in Paris, Vol. 2 [live]. Vogue
- 1952 — Dizzy Gillespie with Strings. Clef
- 1952 — Jazz from Paris [live]. Clef
- 1952 — Dizzy Gillespie/Gerry Mulligan. Europa
- 1952 — On the Sunny Side of the Street. Moon
- 1952 — In Paris [live]. Vogue
- 1953 — Dizzy over Paris. Roost
- 1953 — Dizzy Gillespie Paris Concert [live]. GNP
- 1953 — Concert in Paris [live]. Roost
- 1953 — Dizzy Gillespie in Paris, Vol. 1 [live]. Vogue
- 1953 — Pleyel Concert 1953 [live]. Vogue
- 1953 — Hot Vs. Cool. MGM
- 1953 — The Greatest Jazz Concert Ever [live]. Prestige
- 1953 — The Dizzy Gillespie/Stan Getz Sextet, Vol. 1. Norgran
- 1953 — The Dizzy Gillespie/Stan Getz Sextet, Vol. 2. Norgran
- 1953 — Diz and Getz. Verve
- 1953 — And Stan Getz. PolyGram
- 1953 — Dizzy in Paris [Contemporary]. Contemporary
- 1954 — Afro. Norgran
- 1954 — Dizzy Gillespie and His Orchestra. Norgran
- 1954 — Jazz Recital. Verve
- 1954 — And His Latin Rhythm: Afro. Verve
- 1954 —'Round Midnight. Verve
- 1954 — Dizzy and Strings. Norgran
- 1954 — Diz Big Band. Norgran
- 1954 — Dizzy Gillespie with Roy Eldridge. Verve
- 1954 — The Trumpet Kings. Verve
- 1954 — Trumpet Battle. Verve
- 1954 — Dizzy Gillespie Orchestra. Allegro
- 1954 — Dizzy Gillespie and His Original Big Band. GNP
- 1955 — One Night in Washington. Elektra
- 1955 — The Dizzy Gillespie Big Band [Verve]. Verve
- 1955 — Tour De Force. Verve
- 1956 — The Modern Jazz Sextet. Verve
- 1956 — Dizzy in Greece [live]. Verve
- 1956 — World Statesman. Norgran
- 1956 — On Tour with Dizzy Gillespie and His Big Band. Artistry
- 1956 — For Musicians Only. Verve
- 1956 — Dizzy Gillespie Plays. Allegro
- 1956 — Dizzy Gillespie and His Big Band at Birdland [live]. Sandy Hook
- 1957 — Birk’s Works. Verve
- 1957 — Dizzy Gillespie and Stuff Smith. Verve
- 1957 — «Live» 1957 Jazz. Unlimited
- 1957 — The Live in Chester. Jazz Hour
- 1957 — Sittin' In. Verve
- 1957 — Dizzy Gillespie and Count Basie at Newport [live]. Verve
- 1957 — At Newport [Verve] [live]. Verve
- 1957 — Dizzy Gillespie Duets. Verve
- 1957 — Sonny Rollins / Sonny Stitt Sessions. Verve
- 1957 — Duets: Sonny Rollins and Sonny Stitt. Verve
- 1957 — The Greatest Trumpet of Them All. Verve
- 1957 — Sonny Side Up. Verve
- 1957 — Dizzy at Home and Abroad. Atlantic
- 1959 — The Ebullient Mr. Gillespie. Verve
- 1959 — Have Trumpet, Will Excite!. Verve
- 1959 — Diz and Bird Royal. Roost
- 1959 — Copenhagen Concert [live]. Steeple Chase
- 1961 — An Electrifying Evening with the Dizzy…. Verve
- 1961 — Carnegie Hall Concert [live]. Verve
- 1961 — Perceptions. Verve
- 1961 — A Musical Safari. Booman
- 1961 — Gillespiana. Verve
- 1961 — Dizzy Gillespie Quintet in Europe [live]. Unique
- 1962 — New Wave. Philips
- 1962 — Jazz on the French Riviera [live]. Philips
- 1962 — Dizzy on the French Riviera. Philips
- 1962 — The New Continent. Limelight
- 1962 — Composer’s Concepts. EmArcy
- 1963 — Something Old, Something New. Philips
- 1963 — Dizzy Gillespie and the Double Six of Paris [live]. Verve
- 1963 — Dizzy Gillespie Goes Hollywood. Philips
- 1963 — The At Newport [Tristar] [live]. Tristar
- 1963 — Dateline Europe. Reprise
- 1964 — The Cool World. Philips
- 1964 — Jambo Caribe. Verve
- 1965 — With Gil Fuller and the Monterey Jazz… Blue Note
- 1965 — And His Quintet. RTE
- 1966 — Soul Mates. VSP
- 1967 — Swing Low, Sweet Cadillac. GRP/Impulse!
- 1967 — Live at the Village Vanguard. Blue Note
- 1967 — Jazz for a Sunday Afternoon. Solid State
- 1968 — Reunion Big Band. MPS
- 1969 — My Way. Solid State
- 1969 — Soul and Salvation. Tribute
- 1969 — Sweet Soul [live]. Gateway
- 1969 — The Beginning: Diz and Bird. Roost
- 1970 — Enduring Magic Black. Hawk
- 1971 — Giants. Perception
- 1971 — The Real Thing. Perception
- 1971 — The Giants of Jazz and Dizzy Gillespie Live. Jazz Door
- 1971 — Dizzy Gillespie and the Dwike…. Mainstream
- 1971 — Blues People. Koch
- 1972 — Giants of Jazz. Atlantic
- 1973 — The Giant. Accord
- 1974 — Dizzy’s Big 4 [Gold]. Analogue
- 1974 — Trumpet Kings Meet Joe Turner. Pablo
- 1974 — Dizzy’s Big 4. Pablo/OJC
- 1975 — Afro-Cuban Jazz Moods. Original Jazz
- 1975 — The Dizzy Gillespie Big Seven. Pablo
- 1975 — At the Montreux Jazz Festival 1975 [live]. Original Jazz
- 1975 — The Trumpet Kings at Montreux '75 [live]. Pablo
- 1975 — Bahiana. Pablo
- 1976 — Dizzy’s Party. Original Jazz
- 1977 — Free Ride. Original Jazz
- 1977 — Gifted Ones. Pablo
- 1977 — Montreux '77 [live]. Pablo
- 1978 — Diz. RCA
- 1979 — Manteca. Pickwick
- 1979 — Live at the Monterey Jazz Festival. Ala
- 1980 — Trumpet Summit Meets Oscar Peterson Big Four. Original Jazz
- 1980 — At Montreux [live]. Pablo
- 1980 — Digital at Montreux, 1980 [live]. Pablo
- 1980 — Summertime (Digital at Montreux, 1980) [live]. Pablo
- 1980 — Summertime Montreux 1980 [live]. Pablo
- 1981 — Endlessly. MCA
- 1981 — Jazzbohne Berlin 1981 [live]. Repertoire
- 1981 — Musician, Composer, Raconteur: Plays & Raps… [live]. Pablo
- 1982 — To a Finland Station. Fantasy/OJC
- 1984 — Closer to the Source. Atlantic
- 1984 — New Faces. GRP
- 1986 — Dizzy Gillespie Meets the Phil Woods Quintet. Timeless
- 1989 — Max + Dizzy, Paris 1989 [live]. A&M
- 1989 — Live at Royal Festival Hall. Enja
- 1989 — Symphony Sessions (August 25, 1989). Pro Arte
- 1990 — Winter in Lisbon. Milan
- 1990 — On the French Riviera. Polygram
- 1991 — Rhythmstick. CTI
- 1991 — Bebop and Beyond Plays Dizzy Gillespie. Blue Moon
- 1991 — Dizzy Gillespie & Mitchell Ruff. Mainstream
- 1992 — To Bird With Love: Live at the Blue Note. Telarc
- 1992 — Dizzy Gillespie with Gil Fulle .Capitol
- 1992 — To Diz with Love: Diamond Jubilee Recordings. Telarc
- 1993 — Hot Licks: Live Sweet. Soul Sound
- 1993 — Ruff Duo. Sony
- 1993 — Live: Village Vanguard. Capitol
- 1994 — Big Bands. LRC
- 1994 — Lady Be Good Four. Star
- 1994 — Strangers in Paradise. ITM
- 1994 — Con Alma. Jazz World
- 1994 — All the Things You Are. Drive
- 1995 — Groovin' with Diz. Black Label
- 1995 — No More Blues. Moon
- 1995 — Hot House. Prime Cuts
- 1995 — Swing Love. Babacan
- 1995 — Diz Meets Stitt. Moon
- 1996 — Groovin' High [Eclipse]. Eclipse Music
- 1996 — Night in Tunisia [Delta] [live]
- 1996 — Things to Come. Delta
- 1996 — Live at the Latino Jazz Festival '85. Babacan
- 1996 — Night and Day. Collector’s
- 1997 — Be Bop. Delta
- 1997 — Dizzy for President. Knitting
- 1997 — Drive. Archive
- 1997 — Groovin' High [Indigo]. Indigo
- 1997 — Pleyel Jazz Concert 1948 [live]. BMG
- 1998 — Triple Play. Telarc
- 1998 — Paris Jazz Concert 1960 [live]. Malaco
- 1999 — Dizzy in South America: Official U.S. State… Cap
- 1999 — Night in Tunisia [Early Bird] [live]. Early Bird
- 2000 — The Rhythm Man. Magnum
- 2000 — Live: Chester, Pennsylvania, June 14, 1957. Storyville
- 2000 — Live at the Royal Festival Hall. BBC
- 2000 — In Concert. Carnegie Hall [live]. Collectables
- 2000 — Anthology

### Избранные DVD
- Dizzy Gillespie — Live In Montreal
- Dizzy Gillespie — Live 14th July 1977 / Live 16th July 1975
- Dizzy Gillespie — Live At The Royal Festival Hall, London
- Dizzy Gillespie — Jazz 625
- Dizzy Gillespie — Wolf Trap Salutes
- Dizzy Gillespie — Live At The New Jersey Festival 1987